# شهرستان وووی
شهرستان وووی (به لاتین: Wuwei County) یک شهرستان‌های جمهوری خلق چین در چین است که در واها واقع شده‌است. شهرستان وووی ۲٬۴۱۳ کیلومتر مربع مساحت و ۱٬۴۰۰٬۰۰۰ نفر جمعیت دارد.